# Castellanos (departement)
Castellanos is een departement in de Argentijnse provincie Santa Fé. Het departement (Spaans:  departamento) heeft een oppervlakte van 6.600 km² en telt 162.165 inwoners.

## Plaatsen in departement Castellanos
| - Aldao - Angélica - Ataliva - Aurelia - Bauer y Siger - Bella Italia - Castellanos - Colonia Bicha - Colonia Bigand - Colonia Cello - Colonia Iturraspe - Colonia Margarita - Colonia Raquel - Coronel Fraga - Egusquiza - Esmeralda - Estación Clucellas - Eusebia y Carolina - Eustolia - Fidela - Frontera - Galisteo - Garibaldi | - Hugentobler - Humberto Primo - Josefina - Lehmann - María Juana - Mauá - Plaza Clucellas - Presidente Roca - Pueblo Marini - Rafaela - Ramona - Saguier - San Antonio - San Vicente - Santa Clara de Saguier - Sunchales - Susana - Tacural - Tacurales - Vila - Villa San José - Virginia - Zenón Pereyra |